# Waschhaus (Buchet)

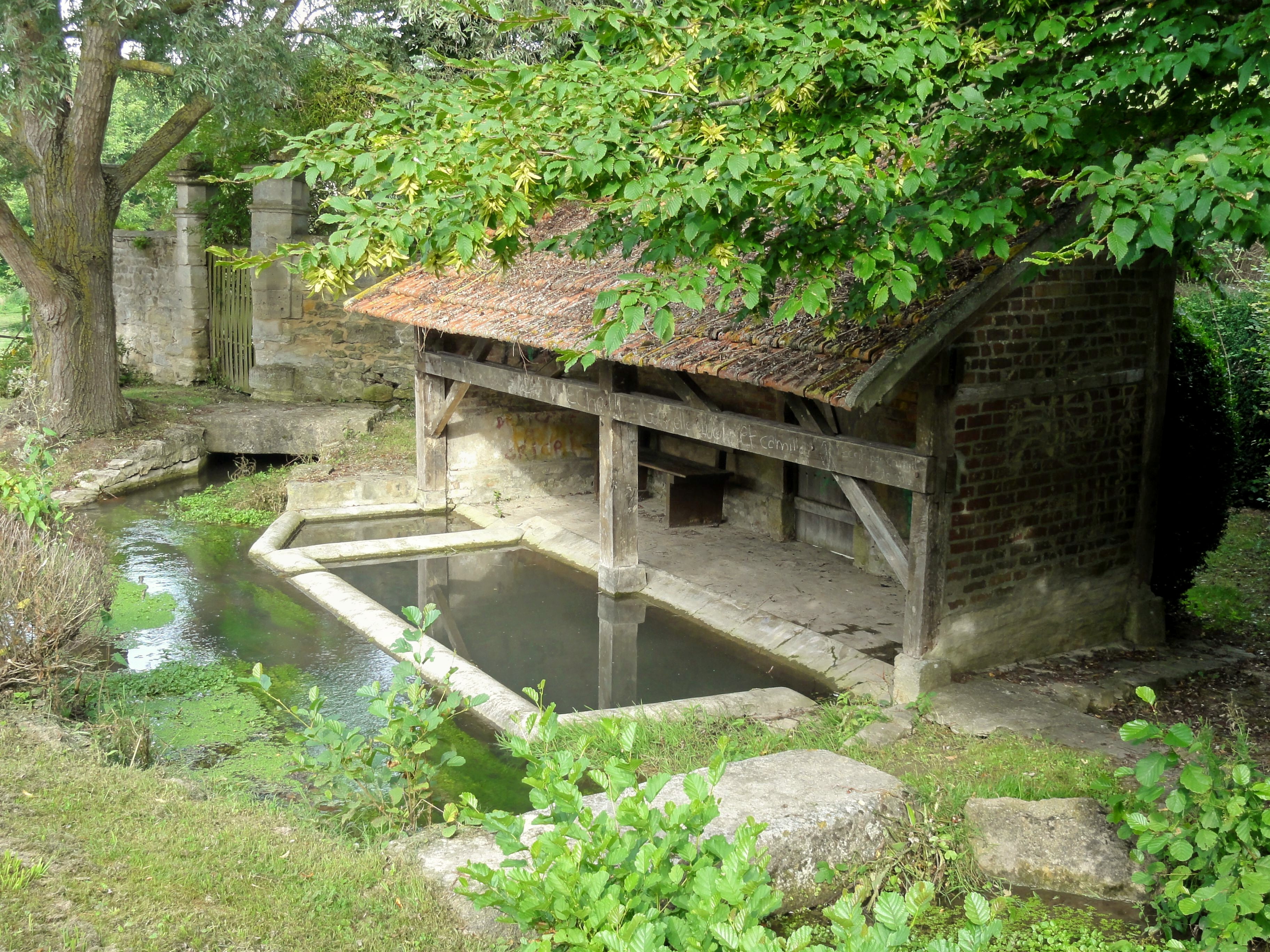
Waschhaus in Buhy

Das Waschhaus (französisch lavoir) in Buchet, einem Weiler der französischen Gemeinde Buhy im Département Val-d’Oise in der Region Île-de-France, wurde im 19. Jahrhundert errichtet. 
Das öffentliche Waschhaus wird vom Wasser des Baches Cudron gespeist, der in den Fluss Epte mündet. Vor dem dreiseitig geschlossenen Gebäude mit Pultdach sind zwei nicht überdachte Wasserbecken zum Waschen der Textilien.